# Brentford FC
A Brentford Football Club angol labdarúgóklub Brentfordban, London Borough of Hounslow kerületében, a Premier league-ben játszanak. 1889-ben alapították a csapatot, hazai mérkőzéseit 1904-től a Griffin Parkban játssza. A Brentford legsikeresebb időszaka az 1930-as évekre tehető, amikor egymást követő hat szezonban az első osztályban szerepeltek.
A második világháború óta az angol labdarúgás harmad- és negyedosztályában játszottak; a másodosztályba 2014-ben jutottak fel. A Brentford FA-kupa negyeddöntős volt négy alkalommal, és kétszer Football League Trophy ezüstérmes. A 2020-2021-es szezon végén a Championship rájátszásának döntőjében 2–0-ra legyőzték a Swansea-t és 74 év után feljutottak az angol élvonalba.

## Az alapítástól 1939-ig
Az 1889-ben alapuló klub kezdetekben a Football League alacsonyabb osztályaiban töltötte a korai éveit, 1904-ben már a Griffin Park-ban játszanak. 1920-ban a Division South alapító tagja volt. 1920-as évek vége folyamán és 1930-as években a klub elkezdett fejlődni.
Az 1932-33-as szezonban megnyerték a Division South és feljutottak a másodosztályba. Két évvel később Brentford feljutott az első osztályba és az 5. helyen végzett, ez figyelemre méltó a bemutatkozó idényben, azóta is ez a klub valaha elért legnagyobb ligapozíciója.
A Brentford a következő években is fantasztikusan játszott 6. lett a következő két idényben.

## 1945-1989
A háború alatt Brentford versenyzett a London War Cupban, 1941-ben a Wembley Stadionban rendezett döntőben kikapott a Readingtől majd egy évvel később 1942-ben győzött a Portsmouth ellen. A klubot a háború után visszaminősítették a másodosztályba és ezután egy lefelé irányuló spirál következett, kiestek a harmadik osztályba 1953-54-es szezonban és a negyedik osztályba 1961-62-es bajnokságban.
Ezután a klub a harmad- és negyedosztály között ingázott három évtizeden keresztül.
1985-ben Football League Trophy döntőjét a Wigan ellen bukták el a Wembley-ben, majd az 1989-es FA Kupa negyeddöntőkbe az uralkodó ligabajnoktól Liverpool-tól kaptak ki 4-0-ra.

## 1990-től napjainkig
45 éves távollét után, a Brentford feljutott a másodosztályba, az 1991-92 harmadosztályt megnyerik.
A 2009-10-es szezonban feljutnak a League One-ba úgy, hogy a negyedosztályt megnyerik.

## Stadion
A Brentford F.C. 1904 óta a Griffin Parkban játssza hazai mérkőzéseit. A stadion egyedülálló a brit labdarúgásban abból a szempontból, hogy mindegyik sarkán egy pub áll. (Királyi Tölgy, Új Fogadó, A Griffin) – melyek korábban filmekben is szerepeltek.

## Jelenlegi keret
Frissítés dátuma: 2024. augusztus 30.
A vastag betűvel jelölt játékosok válogatottak.
A dőlttel jelölt játékosok kölcsönben szerepelnek a klubnál.
| Mezszám                | Név                     | Nemzetiség                                  | Születési hely   | Születési idő (kor)            | Korábbi csapat                   | Érték (€)  | Szerződés lejárta |
| Kapusok                | Kapusok                 | Kapusok                                     | Kapusok          | Kapusok                        | Kapusok                          | Kapusok    | Kapusok           |
| ---------------------- | ----------------------- | ------------------------------------------- | ---------------- | ------------------------------ | -------------------------------- | ---------- | ----------------- |
| 1                      | Mark Flekken            | holland                                     | Bocholtz         | 1993. június 13. (32 éves)     | SC Freiburg                      | 12 000 000 | 2027.06.30.       |
| 12                     | Hákon Rafn Valdimarsson | Izland                                      | Reykjavík        | 2001. október 13. (23 éves)    | IF Elfsborg                      | 2 500 000  | 2028.06.30.       |
| 13                     | Matthew Cox             | ENG                                         | Sutton           | 2003. május 2. (22 éves)       | SS Lazio                         | 800 000    | 2028.06.30.       |
| Védők                  |                         |                                             |                  |                                |                                  |            |                   |
| 2                      | Aaron Hickey            | skót                                        | Glasgow          | 2002. június 10. (23 éves)     | Bologna FC 1909                  | 30 000 000 | 2026.06.30.       |
| 3                      | Rico Henry              | ENG · JAM                                   | Birmingham       | 1997. július 8. (27 éves)      | Walsall FC                       | 20 000 000 | 2026.06.30.       |
| 5                      | Ethan Pinnock           | JAM · ENG                                   | London           | 1993. május 29. (32 éves)      | Barnsley FC                      | 10 000 000 | 2027.06.30.       |
| 16                     | Ben Mee                 | ENG                                         | Sale             | 1989. szeptember 21. (35 éves) | Burnley FC                       | 1 000 000  | 2025.06.30.       |
| 20                     | Kristoffer Ajer         | NOR                                         | Ralingen         | 1998. április 17. (27 éves)    | Celtic FC                        | 15 000 000 | 2028.06.30.       |
| 21                     | Jayden Meghoma          | ENG · Nigéria                               | ?                | 2006. június 28. (19 éves)     | Southampton FC                   | ?          | 2028.06.30        |
| 22                     | Nathan Collins          | ír                                          | Leixlip          | 2001. április 30. (24 éves)    | Wolverhampton Wanderers FC       | 25 000 000 | 2029.06.30.       |
| 30                     | Mads Roerslev           | DEN                                         | Koppenhága       | 1999. június 24. (26 éves)     | FC København                     | 10 000 000 | 2026.06.30.       |
| 36                     | Kim Dzsiszu             | KOR                                         | Pucshon          | 2004. december 24. (20 éves)   | Szongnam FC                      | 600 000    | 2027.06.30        |
| Középpályások          |                         |                                             |                  |                                |                                  |            |                   |
| 6                      | Christian Nørgaard      | DEN                                         | Koppenhága       | 1994. március 10. (31 éves)    | ACF Fiorentina                   | 18 000 000 | 2025.06.30.       |
| 8                      | Mathias Jensen          | DEN                                         | Jerslev          | 1996. január 1. (29 éves)      | RC Celta de Vigo                 | 28 000 000 | 2026.06.30.       |
| 10                     | Josh Dasilva            | ENG · ANG                                   | London           | 1998. október 23. (26 éves)    | Arsenal U23                      | 10 000 000 | 2025.06.30        |
| 14                     | Fábio Carvalho          | POR · ENG                                   | Torres Vedras    | 2002. augusztus 30. (22 éves)  | Liverpool FC                     | 18 000 000 | ?                 |
| 18                     | Jehor Jarmoljuk         | UKR                                         | Verhnyodniprovsk | 1998. január 1. (27 éves)      | SK Dnyipro-1                     | 10 000 000 | 2028.06.30.       |
| 26                     | Yunus Emre Konak        | TUR                                         | Batman           | 2006. január 10. (19 éves)     | Sivasspor                        | 3 500 000  | 2029.06.30.       |
| 27                     | Vitaly Janelt           | GER                                         | Hamburg          | 1998. május 10. (27 éves)      | VfL Bochum                       | 22 000 000 | 2026.06.30.       |
| 28                     | Ryan Trevitt            | ENG                                         | [[London]        | 2003. március 12. (22 éves)    | Utánpótlásból került fel         | 275 000    | 2026.06.30.       |
| 32                     | Paris Maghoma           | ENG · COD                                   | London           | 2001. május 8. (24 éves)       | Bolton Wanderers FC              | 350 000    | 2027.06.30        |
| Csatárok               |                         |                                             |                  |                                |                                  |            |                   |
| 7                      | Kevin Schade            | GER · Nigéria                               | Potsdam          | 2001. november 27. (23 éves)   | SC Freiburg                      | 22 000 000 | 2028.06.30.       |
| 9                      | Igor Thiago             | BRA · BUL                                   | Gama             | 2001. június 26. (24 éves)     | Club Brugge KV                   | 25 000 000 | 2029.06.30.       |
| 11                     | Yoane Wissa             | COD · FRA                                   | Épinay-sur-Seine | 1996. szeptember 3. (28 éves)  | FC Lorient                       | 28 000 000 | 2026.06.30.       |
| 19                     | Bryan Mbeumo            | CMR · FRA                                   | Avallon          | 1999. augusztus 7. (25 éves)   | ES Troyes AC                     | 40 000 000 | 2026.06.30.       |
| 23                     | Keane Lewis-Potter      | ENG                                         | Hull             | 2001. február 22. (24 éves)    | Hull City AFC                    | 12 000 000 | 2028.06.30.       |
| 24                     | Mikkel Damsgaard        | DEN                                         | Jyllinge         | 2000. július 3. (24 éves)      | UC Sampdoria                     | 10 000 000 | 2027.06.30.       |
| 39                     | Gustavo Nunes           | BRA                                         | São Vicente      | 2005. november 20. (19 éves)   | Grêmio Foot-Ball Porto Alegrense | 10 000 000 | 2030.06.30        |
| Kölcsönadott játékosok |                         |                                             |                  |                                |                                  |            |                   |
| Név                    | Poszt                   | Nemzetiség                                  | Születési hely   | Születési idő (kor)            | Kölcsönben itt                   | Érték (€)  | Kölcsön lejárta   |
| Ellery Balcombe        | kapus                   | ENG · Saint Vincent és a Grenadine-szigetek | Watford          | 1999. október 15. (25 éves)    | St. Mirren FC                    | 400 000    | 2025.05.31        |
| Ben Winterbottom       | kapus                   | ENG                                         | Preston          | 2001. július 16. (23 éves)     | AFC Fylde                        | ?          | 2025.05.31        |
| Frank Onyeka           | középpályás             | Nigéria                                     | Benin City       | 1998. január 1. (27 éves)      | FC Augsburg                      | 9 000 000  | 2025.06.30        |
| Myles Peart-Harris     | középpályás             | JAM · ENG                                   | Isleworth        | 2002. szeptember 18. (22 éves) | Swansea City AFC                 | 700 000    | 2025.05.31        |

## Válogatott játékosok
Zárójelben a válogatottságok
| Barbados - Gus Hurdle (4) Kanada - Niall Thompson (1) Anglia - Leslie Smith (1) - Billy Scott (1) Ghána - Lloyd Owusu (1) Izland - Ívar Ingimarsson (3) - Hermann Hreiðarsson (12) - Ólafur Ingi Skúlason (1) | Írország - Tommy Shanks (1) - Joe Connor (2) - Bill Gorman (4) Jamaica - Jamie Lawrence (?) - Deon Burton (?) Málta - John Buttigieg (22) Nigeria - Sam Sodje (1) Észak-Írország - Jimmy D'Arcy (3) | Saint Vincent és a Grenadine-szigetek - Julian Charles (3) Skócia - Dave McCulloch (4) - Duncan McKenzie (1) - Bobby Reid (2) - Archie Macaulay (1) Wales - Idris Hopkins (12) - Dave Dai Richards (4) - Leslie Boulter (1) - Paul Evans (1) |

## Kupák
- Football League First Division
  - Legjobb helyezés: 5. – 1935/1936
- Football League Second Division
  - Győztes: 1934/1935
- Football League Third Division
  - Győztes: 1932/1933 (South), 1991/1992
- Football League Fourth Division
  - Győztes: 1962/1963, 1998/1999, 2008/2009
- FA Kupa
  - Legjobb helyezés: Hatodik kör/Negyed-döntő – 1937/1938, 1945/1946, 1948/1949, 1988/1989
- Ligakupa
  - Legjobb helyezés: Negyedik kör – 1982/1983
- Football League Trophy
  - Legjobb helyezés: Döntős – 1984/1985, 2000/2001
- London War Cup
  - Győztes: 1941/1942

## Klubrekordok
- Legnagyobb győzelem: 9-0 v Wrexham, Division 3, 1963. október 15.
- Legnagyobb vereség: 0-7 v Peterborough United, Coca Cola League Two, 2007. november 24.
- Legtöbb gól a bajnokságban: 98, Division 4, 1962-63
- Egy játékos által szerzett legtöbb gól egy szezonban: Jack Holliday, 39, 1932-33
- Legtöbb gól egy idényben: Jim Towers, 153, 1954-1961
- Legtöbb válogatottsággal rendelkező játékos: John Buttigieg, 22 válogatottság a Máltai labdarúgó-válogatottban
- Legtöbb mérkőzés: Ken Coote, 514, 1949-1964
- Legdrágább játékos eladás: £2,500,000 a Wimbledon-nak Hermann Hreiðarsson 1999 októberében
- Legdrágább játékos vétel: £750,000 a Crystal Palace-tól Hermann Hreiðarsson 1998 szeptemberében
- Legtöbb néző: 38,678 v Leicester City 1949. február 26.
- Legtöbb mérkőzés vereség nélkül: 26, 1999. február 20. és 1999. október 16. között
- Legtöbb mérkőzés győzelem nélkül: 18, 2006. szeptember 9. és 2006. december 26. között

## Külső hivatkozások
- Hivatalos weboldal
- Bees United – szurkolói oldal
- BIAS – szurkolói oldal
- The Griffin Park Grapevine